# アチェレンツァ
アチェレンツァ（イタリア語: Acerenza）は、イタリア共和国バジリカータ州ポテンツァ県にある、人口約2,300人の基礎自治体（コムーネ）。

## 地理

### 位置・広がり

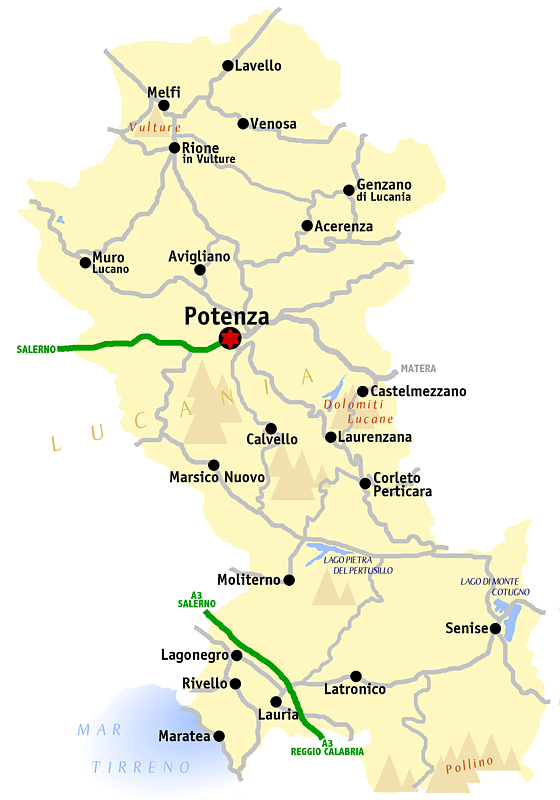
ポテンツァ県概略図

#### 隣接コムーネ
隣接するコムーネは以下の通り。
- カンチェッラーラ
- フォレンツァ
- ジェンツァーノ・ディ・ルカーニア
- オッピド・ルカーノ
- パラッツォ・サン・ジェルヴァージオ
- ピエトラガッラ

## 文化・観光
「イタリアの最も美しい村」クラブ加盟コムーネである。